# Stickerei- und Spitzen-Rundschau

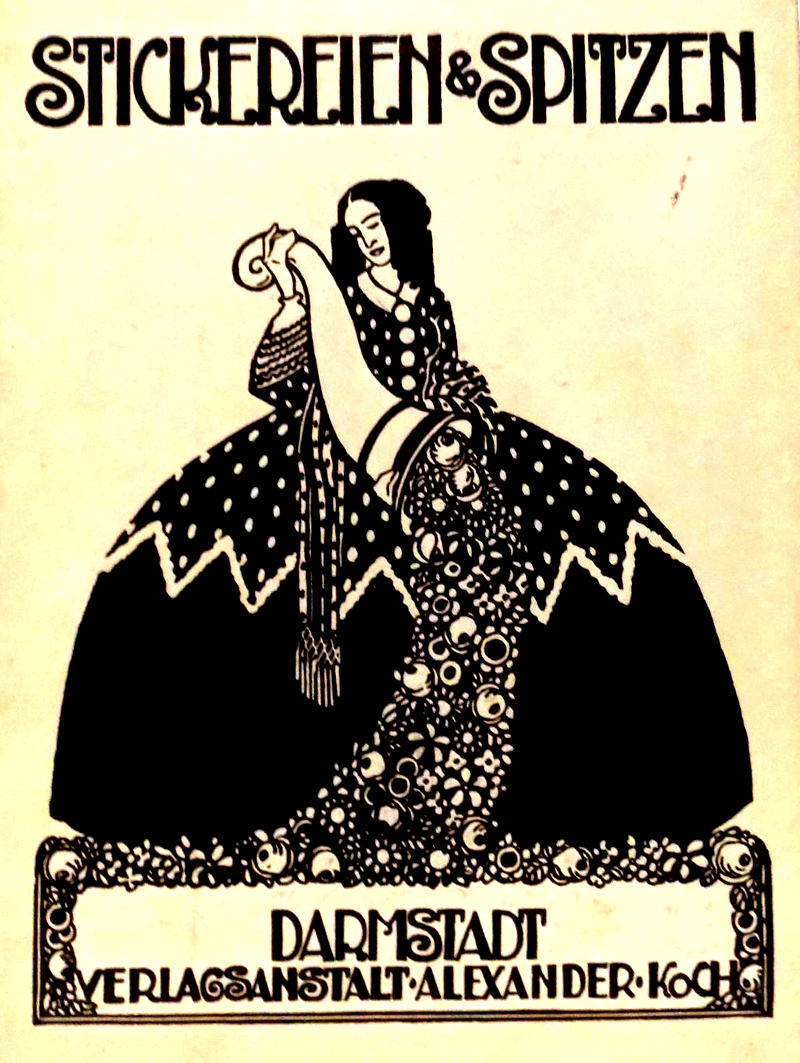
Titelbild (Bucheinband) „Stickereien & Spitzen“ (Ausschnitt) von 1918, mit Irma Koch als „reizvolle Teepuppe“

Die Stickerei- und Spitzen-Rundschau war eine im ersten Drittel des 20. Jahrhunderts unter wechselnden Titeln erscheinende Zeitschrift rund um textile Stickereien und den Einsatz von Spitze im Bereich Textilien und Kleidung. Laut dem Untertitel war die Schrift das Blatt der schaffenden Frau. Illustrierte Zeitschrift zur Förderung der deutschen Stickerei- und Spitzen-Kunst, zeitweilig auch zur Pflege und Förderung künstlerischer Handarbeiten aller Techniken gedacht, aber auch Zentral-Organ für die Hebung der künstlerischen Frauen-Handarbeit. Die Zeitschrift erschien zeitweilig in Darmstadt oder auch in Stuttgart in der Verlags-Anstalt Alexander Koch.

## Titelabfolge
Als wechselnde Titel erschienen (Auswahl)
- 1906–1909: Tapisserie- und Stickerei-Zeitung aus Stuttgart[2]
- 1909: Stickerei-Zeitung. Zeitschrift zur Pflege künstlerischer Handarbeiten. Zentral-Organ für Künstler, Fabrikanten u. Händler aus Darmstadt[2]
- 1910–1913: Stickerei-Zeitung und Spitzen-Revue aus Stuttgart[2]
- 1914–1922: Stickerei- und Spitzen-Rundschau ... mit langen, teils wechselnden Untertiteln, anfangs aus Stuttgart, später aus Darmstadt[1]
- 1922–1931/32: Stickereien und Spitzen. Blätter für kunstliebende Frauen, aus Darmstadt[3]

Über das Titelbild der Stickerei und Spitzen-Rundschau ... hieß es mitten im Ersten Weltkrieg 1917 in Band 18:

„Irma Koch verkörperte das Titelbild der Stickerei-Zeitung als reizvolle Teepuppe; der Blumenregen aus dem Füllhorn verteilt sich zur Rockgirlande und wirkt in der frischen Farbenstimmung ungemein malerisch ...“

Zu den hauptsächlich weiblichen Künstlern, deren Werke und Beiträge in der Zeitung behandelt wurden oder die selbst Inhalte beitrugen zählte beispielsweise die Künstlerin Aenne Koken.